# Canaanimys
Canaanimys is een geslacht van uitgestorven knaagdieren uit de groep van de cavia-achtigen dat tijdens het Midden-Eoceen in Zuid-Amerika leefde.

## Fossiele vondsten
Fossiele tanden en kiezen van Canaanimys zijn gevonden bij Contamana in oostelijk Peru in afzettingen langs de Río Ucayali, een grote zijtak van de Amazonerivier. De vondsten zijn ongeveer 41 miljoen jaar oud en dateren uit de South American Land Mammal Age Divisaderan. Analyse van pollen laat zien dat het leefgebied van Canaanimys bestond uit tropisch regenwoud. Samen met de andere knaagdieren uit Contamana - Cachiyacuy, Eobranisamys en Eospina - is Canaanimys het oudst bekende Zuid-Amerikaanse knaagdier. Ze deelden hun leefgebied met onder meer schildpadden, krokodillen, buideldierachtigen, gordeldieren, vleermuizen en diverse vormen Zuid-Amerikaanse hoefdieren.

## Kenmerken
Op basis van het gebit wordt het gewicht van Canaanimys geschat op dertig tot veertig gram, waarmee het een formaat vergelijkbaar met hedendaagse woelmuizen had. Het gebit wijst er op dat Canaanimys zich voedde met zachte zaden en planten.

## Verwantschap
Canaanimys is de basaalst bekende Caviomorpha. De bouw van de tanden komt sterk overeen met die van de oudste Afrikaanse stekelvarkenachtigen en dit ondersteunt de algemeen geaccepteerde hypothese dat de Zuid-Amerikaanse knaagdieren hun oorsprong in Afrika hadden. De knaagdieren bereikten het continent in het Midden-Eoceen vermoedelijk op drijfhout over de Atlantische Oceaan, die destijds minder breed was dan tegenwoordig.